# ساب 2000 (برنامج حاسب)
ساب 2000 برنامج هندسي للتحليل والتصميم الإنشائي، من إنتاج شركة كمبيوترز آند ستركشرز، إنك. والمعروفة اختصاراً سي إس آي (CSI). يعتمد البرنامج في التحليل على نظرية العناصر المحدودة، يمكن عن طريق البرنامج تحليل وتصميم جميع أنواع المنشآت الهندسية البسيطة منها وذات الجمل الهندسية الفراغية المعقدة من الأبنية الطابقية والأدراج والخزانات بأنواعها والقشريات وأي نظام إنشائي عموماً.